# Cercaria (cilié)
Genre
Cercaria est un genre de Ciliés de la famille des Colepidae.
Cercaria est aussi considéré comme un synonyme pour Euglena.

## Liste des espèces
Selon GBIF (18 octobre 2022) :
- Cercaria armata
- Cercaria capricornia
- Cercaria catellus Müller, 1773
- Cercaria cornuta
- Cercaria gibba
- Cercaria gyrinus Müller, 1773
- Cercaria lemna Müller, 1773
- Cercaria lupus Müller, 1773
- Cercaria ovalis
- Cercaria seminis
- Cercaria setifera Müller
- Cercaria tricaudata
- Cercaria tripus
- Cercaria varicans
- Cercaria viridis

## Publication originale
- (la) O.F. Müller (1773), Vermium Terrestrium et Fluviatilium, seu animalium infusorium, helminthicorum et testaceourum, non marinorum, succinta historia, Havniae (Copenhague) et Lipsiae (Leipzig) : Heineck et Faber [lire en ligne].